# 賽普雷斯加登斯 (佛羅里達州)
賽普雷斯加登斯（英語：Cypress Gardens）是位於美國佛羅里達州波爾克縣的一個人口普查指定地區。

## 地理
賽普雷斯加登斯的座標為28°00′12″N 81°41′26″W / 28.00333°N 81.69056°W，而該地最高點為海拔高度51米（即167英尺）。

## 人口
根據2010年美國人口普查的數據，賽普雷斯加登斯的面積為11.10平方千米，當中陸地面積為9.80平方千米，而水域面積為1.30平方千米。當地共有人口1844人，而人口密度為每平方千米166人。